# Ácido alfa-Schäffer
Ácido alfa-Schäffer ou ácido 1-hidroxinaftalen-2-sulfônico é o composto orgânico de C10H8O4S. É um dos ácidos de letras, podendo ser entendido como o ácido sulfônico de posição 2 do 1-naftol. É o principal metabólito do ácido 1-naftalene-sulfônico pelas lagas verdes Scenedesmus obliquus.